# Bitka kod Iža 1604.
Bitka kod Iža, bitka između uskoka i Mletaka koja se je odvila prosinca 1604. godine. Ne postoji potpuna sloga u znanstvenoj zajednici o dosjetljivom potezu kojim su uskoci nadmudrili Mlečane, no mletački službeni spisi potvrđuju to.

## Uvodni događaji
Uskoci su djelovali u ilegali s obje strane mletačko-osmanske granice te nisu imali kome uteći u sigurno okrilje. Stoga su pribjegavali pljačkaških pohodima da bi si priskrbili neophodna dobra. Prosinca 1604. poduzeli su jedan takav pohod. Jure Vranjanin poveo je skupinu uskoka na osmerima brodovima iz Senja i otplovili su ka jugu. Prolazeći kroz Ljubačka vrata (između Paga i glavnog kopna) osvojili su mletačku tvrđavu. Putujući dalje naišavši na ribare oduzeli su im deset leuta da bi imali u čemu prevesti plijen koji su tek imali ukrasti. Doplovili su u uvalu Grebašticu gdje su se iskrcali i zaputili se preko preko šibenskog područja pljačkati osmanske posjede. Vratili su se s velikim plijenom od oko 15.000 grla stoke. Došavši do lađa uvidjeli su da ne će biti mjesta za sav plijen. Zato su oteli još dva leuta, a stoku poklali. Svojim osmerima lađama i dvanaestima otetim leutima otplovili su nazad ka svojoj bazi Senju.
Andrea Gabrielli, mletački generalni providur za Dalmaciju doznao je za uskočki pohod. Doznao je i kuda se misle uskoci vratiti. Odlučio je postaviti im zasjedu. Po njegovoj zapovijedi je 22. prosinca iz Zadra isplovilo osam brodova s 400 ljudi, za zadaćom prepriječiti uskocima put u tjesnacu Velom Ždrelcu (između Ugljana i Rivnja).

## Bitka
Ipak, mletačka zasjeda nije ostala skrovita. Uskoci su ju uočili te promijenili pravac plovidbe, na što su se Mlečani dali u potjeru za njima. Uskoci su doplovili do ugljanske obale i nasukali svoj brod tvrđave sv. Mihovila. Time su progoniteljima zapriječili put i dobili na vremenu za uzmak. Uskoci su potom skrenuli ka Ižu i uplovili u jednu uvalicu, gdje su se usidrili i sklonili. U tu uvalu mletačke galije nisu mogle uploviti. Vjerojatno se je radilo o uvali Vodenjaku. Nešto poslije Mlečani su pristigli. Izdali su albanskim plaćenicima (Arbanasima) zapovijed za napad. Ovi su isplovili naoružanim bracerama. Uskoci su izdržali i odbili napad. Mlečani su, shvativši da nisu dovoljno brojni u usporedbi s uskocima, javili su u Zadar poruku da im treba pomoć. Providur je udovoljio te se je i sam zaputio s još 400 vojnika i građana i šest galija. Te zimske noći zapuhala je snažna bura zbog čega Mlečani nisu mogli napasti. Na to je providur odredio dvjema galijama i naoružanim brodovima paziti na uskočke položaje, a ostale postrojbe smjestio je u veću uvalu. Najvjerojatnije je to bila uvala Bršanj.

## Bijeg
Sljedeća je dva dana bura i dalje puhala, na Badnjak i Božić. Zbog velike hladnoće uskoci su upalili vatru uz koju su pjevali i smišljali taktiku za izvlačenje. Dio je nastavio pjevati i sviralo je uz vatru na guslama, pa su i treće noći, s Božića na Stjepanovo, pa su Mlečani mislili da su uskoci i dalje ondje u stupici. No, uskoci su velikim naporom prenijeli uzbrdo preko hrptenice otoka svojih sedam lađa na suprotnu obalu otoka. Brodove su vukli preko vesla leuta, posječenih maslinovih grana i zaplijenjenog mesa. Cijena uzmaka bili su izgubljeni zaplijenjeni leuti za prijevoz plijena, jedan svoj brod i veći dio mesa. Kad su brodove položili u more, naslagali su mesa koliko je moglo stati u tih sedam brodova. Skriveni mrakom otplovili su veslajući nasuprot buri nazad ka Senju. Trag su zameli vukući brodove i preko prevlake Malog Ždrelca, koja onda još nije bila prokopana u tjesnac. Na Stjepanovo 26. prosinca bura je oslabila pa su Mlečani se iskrcali sa šeststo ljudi i razvili zastave. Mletački general zapovijedio da se maršira uz zvuke bubnjeva zapovjedi i jurišem osvoji tobožnji rov. Zapucali su na uskočke položaje. No s druge strane nije bilo nitkoga, iako je tako izgledalo da je netko ondje. Iza zidova uskoci su nasložili kape sa ždralovim perjem koje se na vjetru bodro vijalo i nekoliko batina koje su predstavljale muškete spremne da budu opaljene. Izgledalo je kao da su uskoci ondje. Primijetivši prvo da nitko ne uzvraća paljbu, a zatim kad su došli blizu vidili su naslagano meso pa su shvatili da su uskoci otišli.

## Nakon bitke
Providur je shvatio kako su ih nadmudrili. Opljačkani plijen od brodova i mesa koji su uskoci ostavili, Mlečani su uzeli i s time se vratili u Zadar uz zvuke bubnjeva i raznih glazbala, glasno se hvaleći se plijenom kao vlastitim uspjehom. Vojnici su dobili zapovijed da šute, a mito za šutnju bilo je zaplijenjeno meso. Meso je u Zadru porazdijelio po galijama, oboružanim brodovima i vojnicima od posade. Ostalo im je još mesa koje se prodavalo u bescjenje, da ne propadne. Uskoci im nisu ostali dužni. Čim su došli u Senj, iskrcali su zarobljenike i zarobljeno meso pa pošli u osvetničku akciju. U znak osvete za izgubljeni plijen zarobili su kod Osora u zasjedi mletačku fregatu koja je prevozila 40.000 dukata s Brača u Mletke. Kapetana su pustili, rekavši mu neka prenese poruku Gabrielliu da mu je to naplata za meso koje im je oduzeo.